# Åke Wallgren
Åke Axel Wallgren, född 9 november 1873 i Resteröds socken i Bohuslän, död 20 december 1939 i Kristianstad, var en svensk operasångare (basbaryton). 

## Biografi
Wallgren debuterade på Kungliga Teatern 1900 som Lothario i Mignon och Mefistofeles i Faust. Han kom sedan att tillhöra Operans fasta ensemble under hela sin verksamma tid. Hans rollpartier var mycket omfattande och inkluderade bland annat Wotan/Vandraren i Der Ring des Nibelungen, Hans Sachs i Wagners Mästersångarna i Nürnberg, Gurnemanz i samme tonsättares Parsifal. Wotan samt Hans Sachs ansågs allmänt vara hans främsta roller. Hans röst karaktäriserades av ovanlig värme och genomslagskraft. Wallgren erhöll Litteris et artibus 1914 samt utsågs 1929 till hovsångare. Ledamot av Kungliga Musikaliska Akademien, (LMA) 1924.

## Diskografi (urval)
- Wagner i Stockholm. Inspelad 1899–1970. Wotan i Rhenguldet: Abendlich strahlt der Sonne Auge. Bluebell records ABCD 091. (4 CD).
- Wotans avsked ur Die Walküre. Leb wohl, du kühne herrliches Kind. Sjunget på svenska. Skandinaviska gramophone. Gramophone Record 82679. 78 v/s. Svensk mediedatabas.
- När stjärnehären blänker (August Körling)/ Piano (Inspelad 1906) / E 388 /. Columbia Records.
- O, Herre jeg er meget traet (Vilhelm Krag/Erkki Melartin) / Piano (Inspelad 1906) / E 389 /. Columbia Records.
- Romans ur La Traviata / Piano (Inspelad 1906) / E 388 /. Columbia Records.
- Vita rosor (Karl Alfred Melin/August Körling) / Piano (Inspelad 1906) / E 389 /. Columbia Records.
- Böljorna / Piano / (Inspelad i februari 1904) / GR 82680 / 7" Enkelsidig. Gramophone Company.
- Duett av Escammillo och Carmen (Ur operan Carmen) / Matilda Jungstedt / Piano (Inspelad i februari 1904) / GR 84138 / 7" Enkelsidig. Gramophone Company.
- Kan det tröste (Christian Winther/Wilhelm Peterson-Berger)/ (Inspelad i London 30 juni 1907) / 84521, 284509 /. Gramophone Company.
- Kan det tröste / (Inspelad i London 30 juni 1907) / X 1843 /. HMV.
- Kan det tröste / (Inspelad i London 30 juni 1907) / 52006, 63383 /. Viktor Records
- Votans (sic) sång till Valhall ur Rhenguldet. Gramophone Concert Record (HMV) : GC-82783. Svensk mediedatabas.
- Wagner, Kungens bön ur Lohengrin. Gramophone Concert Record : GC-82773. Svensk mediedatabas.

## Rollfoto

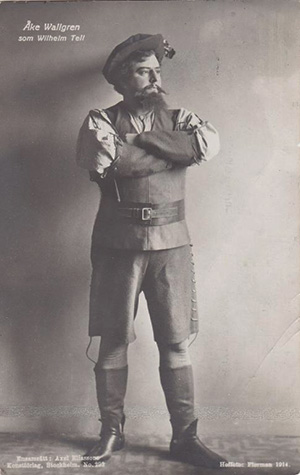
Titelrollen i Wilhelm Tell 1915.